# Infrared Space Observatory
L'Infrared Space Observatory (ISO) è un telescopio spaziale sensibile alla luce infrarossa sviluppato e realizzato dall'Agenzia Spaziale Europea (ESA) in cooperazione con l'ISAS (parte della JAXA dal 2003) e la NASA.
Lo sviluppo iniziò nel 1979 e il telescopio venne lanciato in orbita nel novembre del 1995 e operò fino alla fine dell'elio liquido nel maggio 1998, 8 mesi più del progetto iniziale.